# Прапор Києва
Пра́пор Ки́єва був затверджений Київською міською радою 25 травня 1995 року за розпорядженням тодішнього голови Київської міської ради народних депутатів Леоніда Косаківського.
27 травня 1995 прапор був вперше урочисто піднятий над парадним входом до Київради.

## Опис
Стяг 1995 року має вигляд синього полотнища із зображеним на ньому покровителя Києва Архангела Михаїла з палючим мечем і щитом у руках. Полотнище прапора мало жовту облямівку:

## Історія

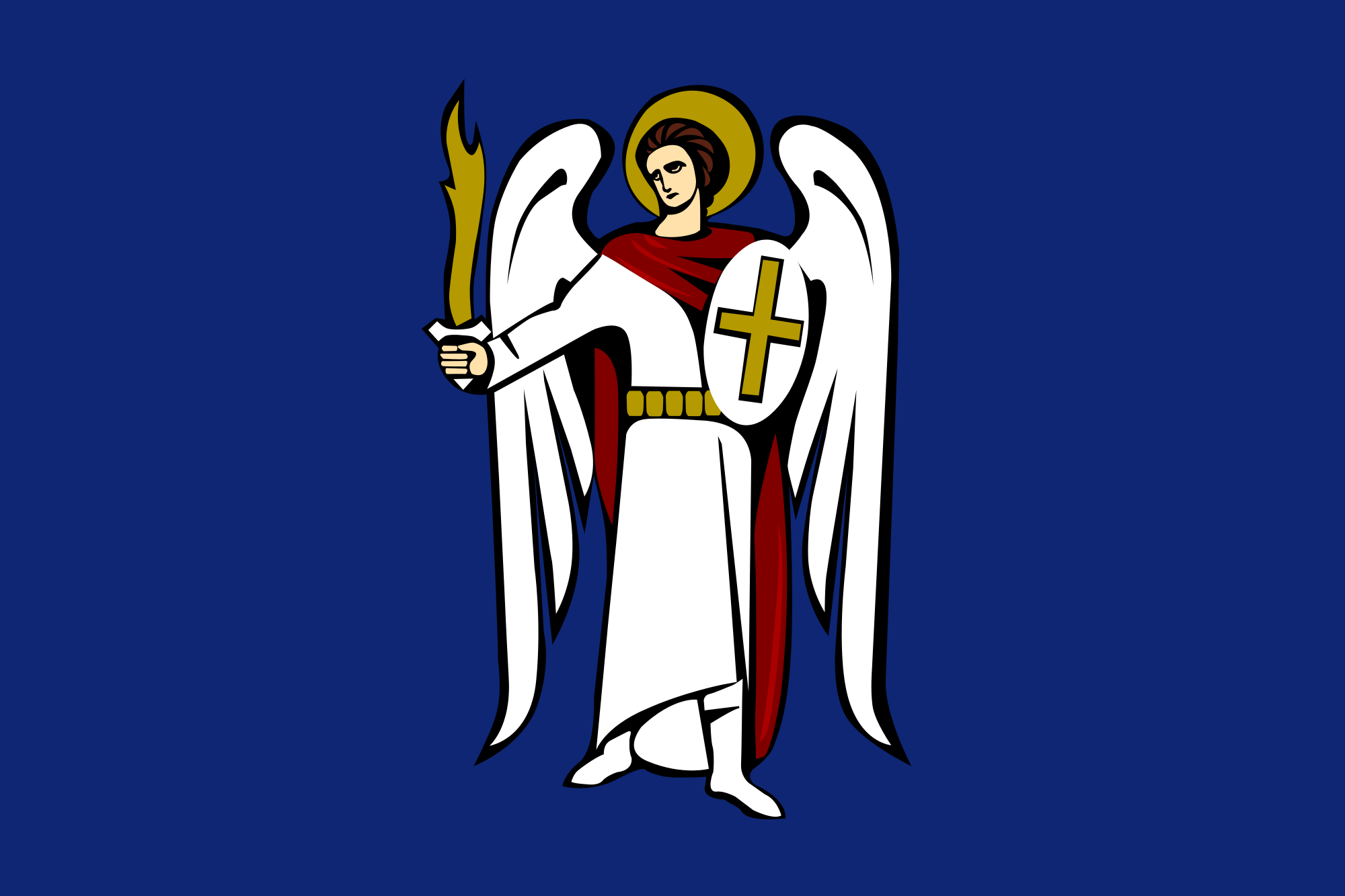
Варіант прапора Києва

1995 року рішенням Київради (за рішення проголосувало 36 депутатів Київради) місту повернули герб часів Російської імперії — стилізоване зображення архангела Михайла, та затвердили прапор міста.
Коли постало практичне питання — які прапори міста слід виготовляти (прапор мав містити архангела з герба міста)? Фірми виготовляли спочатку на фіолетовому, а згодом і на синьому фоні зображення Архістратига у варіанті Г. Куровського, а пізніше, з невідомих причин, — у варіанті Ю. Соломінського.
У березні 2009 року робоча група при Київраді розробила проєкт нового вигляду прапора столиці. У його центрі розташована постать Архістратига Михаїла, який тримає у правій руці вогненний меч, а у лівій — овальний щит із арбалетом на ньому. Проте, подальшого затвердження даний проєкт не набув.

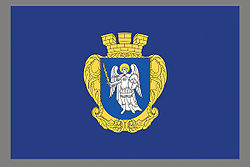
Проєкт прапора О. Руденка

Опис проєкту герба:

## Стандартизація кольору
| Схема   | Насичений блакитний | Жовтий          | Білий            | Червоний       |
| ------- | ------------------- | --------------- | ---------------- | -------------- |
| RGB     | rgb(0,91,187)       | rgb(212,175,55) | rgb(255,255,255) | rgb(242,1,108) |
| CMYK    | 100, 51, 0, 27      | 0, 17, 74, 17   | 0, 0, 0, 0       | 0, 100, 55, 5  |
| HEX     | #005bbb             | #d4af37         | #FFFFFF          | #f2016c        |
| Websafe | #0066cc             | #cc9933         | #FFFFFF          | #ff0066        |

| Схема   | Насичений блакитний | Жовтий         | Коричневий    | Білий            | Червоний        | Тілесний         |
| ------- | ------------------- | -------------- | ------------- | ---------------- | --------------- | ---------------- |
| RGB     | rgb(14,38,116)      | rgb(180,153,0) | rgb(89,34,19) | rgb(255,255,255) | rgb(128,0,0)    | rgb(255,225,171) |
| CMYK    | 88, 67, 0, 55       | 0, 15, 100, 29 | 0, 62, 79, 65 | 0, 0, 0, 0       | 0, 100, 100, 50 | 0, 12, 33, 0     |
| HEX     | #0e2674             | #b49900        | #592213       | #FFFFFF          | #800000         | #ffe1ab          |
| Websafe | #003366             | #cc9900        | #663300       | #FFFFFF          | #990000         | #ffcc99          |